# Thompsonia edwardsi
Thompsonia edwardsi är en kräftdjursart. Thompsonia edwardsi ingår i släktet Thompsonia och familjen Thompsoniidae. Inga underarter finns listade i Catalogue of Life.